# Виккел, Тон
Антони Йоханнес (Тон) Виккел (нидерл. Antonie Johannes "Ton" Wickel; родился 29 июня 1953 года, Роттердам) — нидерландский футболист и тренер. В качестве игрока выступал на позиции защитника за команды «Эксельсиор», «Аякс», «Утрехт» и «Ден Хааг».

## Спортивная карьера
Тон Виккел воспитанник футбольного клуба «Эксельсиор» из Роттердама. В сезоне 1972/73 он выступал за резервную команду «Эксельсиор B», а летом 1973 года был переведён в основной состав. В первом дивизионе защитник впервые сыграл 12 августа в матче против «Волендама». В дебютном сезоне Виккел принял участие во всех 38 матчах чемпионата и помог команде выйти в Эредивизи с первого места.

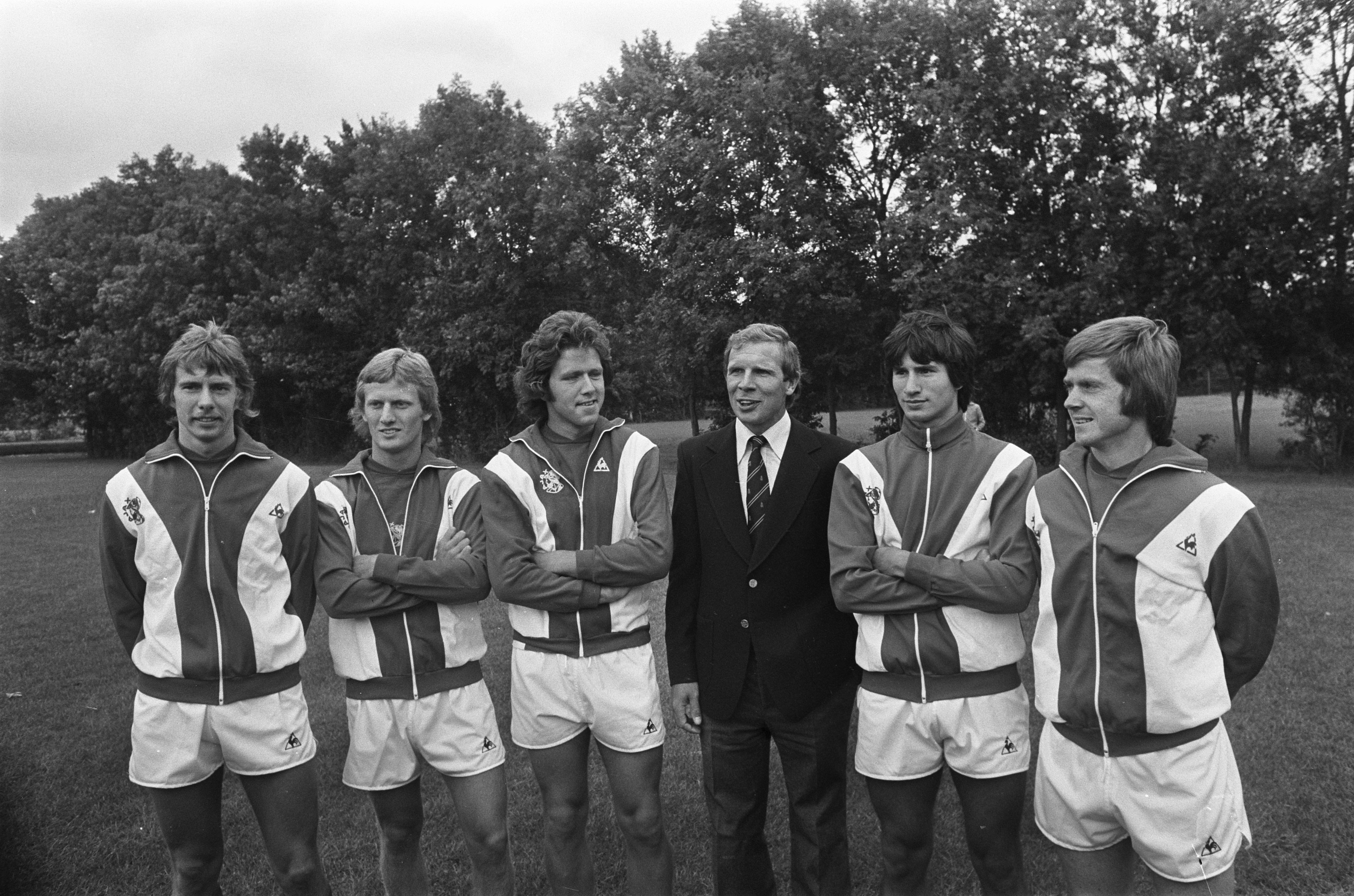
Презентация новых игроков «Аякса» в июле 1975. Виккел второй слева

В составе «Эксельсиора» Тон отыграл ещё один сезон, перед тем как перейти в амстердамский «Аякс». В июне 1975 года он подписал с клубом трёхлетний контракт. Кроме «Аякса», интерес к защитнику проявлял роттердамский «Фейеноорд».
В составе «красно-белых» Виккел впервые сыграл 13 августа в матче чемпионата с «Твенте». Гостевая встреча завершилась вничью — 1:1. В своём первом сезоне Тон сыграл только 7 матчей в чемпионате, а также один раз выходил на поле в рамках Кубка Нидерландов.
В августе 1976 году «Эксельсиор» попытался договориться с «Аяксом» об аренде Виккела на один сезон, однако сделка не состоялась. Покинуть команду защитнику удалось лишь в июле 1977 года, когда он перешёл в «Утрехт». В клубе Тон отыграл один сезон, а затем перебрался в «Ден Хааг» из Гааги, подписав с клубом контракт на три года. В общей сложности за три сезона он сыграл во всех турнирах 89 матчей и забил 1 гол.
В возрасте 28 лет Виккел решил завершить профессиональную карьеру и начать играть на любительском уровне. Тем не менее «Ден Хааг» запретил своему футболисту играть за любительский клуб ДКВ из города Кримпен-ан-ден-Эйссел. В феврале 1982 года KNVB разрешило Виккелу с августа выступать за ДКВ.
На любительском уровне он выступал на протяжении 8 лет, а в начале 1990-х годов стал тренером в «Эксельсиоре».

## Достижения
«Эксельсиор»
- Победитель Первого дивизиона Нидерландов: 1973/74

## Статистика по сезонам
| Клуб             | Сезон            | Чемпионат Нидерландов | Чемпионат Нидерландов | Кубок Нидерландов | Кубок Нидерландов | Кубок Интертото | Кубок Интертото | Итого | Итого |
| Клуб             | Сезон            | Игры                  | Голы                  | Игры              | Голы              | Игры            | Голы            | Игры  | Голы  |
| ---------------- | ---------------- | --------------------- | --------------------- | ----------------- | ----------------- | --------------- | --------------- | ----- | ----- |
| Эксельсиор       | 1973/74          | 38                    | 0                     | ?                 | 0                 |                 |                 | 38    | 0     |
| Эксельсиор       | 1974/75          | 32                    | 0                     | ?                 | 0                 |                 |                 | 32    | 0     |
| Эксельсиор       | Итого            | 70                    | 0                     | 0                 | 0                 |                 |                 | 70    | 0     |
| Аякс             | 1975/76          | 7                     | 0                     | 1                 | 0                 |                 |                 | 8     | 0     |
| Аякс             | Итого            | 7                     | 0                     | 1                 | 0                 |                 |                 | 8     | 0     |
| Утрехт           | 1977/78          | 34                    | 2                     | ?                 | 0                 |                 |                 | 34    | 2     |
| Утрехт           | Итого            | 34                    | 2                     | 0                 | 0                 |                 |                 | 34    | 2     |
| Ден Хааг         | 1978/79          | 24                    | 0                     | 2                 | 0                 |                 |                 | 26    | 0     |
| Ден Хааг         | 1979/80          | 27                    | 0                     | 2                 | 0                 |                 |                 | 29    | 0     |
| Ден Хааг         | 1980/81          | 30                    | 1                     | 1                 | 0                 | 3               | 0               | 34    | 1     |
| Ден Хааг         | Итого            | 81                    | 1                     | 5                 | 0                 | 3               | 0               | 89    | 1     |
| Всего за карьеру | Всего за карьеру | 192                   | 1                     | 6                 | 0                 | 3               | 0               | 201   | 3     |